# Рутесхајм
Рутесхајм (њем. Rutesheim) град је у њемачкој савезној држави Баден-Виртемберг. Једно је од 25 општинских средишта округа Беблинген. Према процјени из 2010. у граду је живјело 10.249 становника. Посједује регионалну шифру (AGS) 8115042.

## Географски и демографски подаци
Рутесхајм се налази у савезној држави Баден-Виртемберг у округу Беблинген. Град се налази на надморској висини од 447 метара. Површина општине износи 16,2 km². У самом граду је, према процјени из 2010. године, живјело 10.196 становника. Просјечна густина становништва износи 629 становника/km².